# (35633) 1998 KM28
1998 KM28 (asteroide 35633) é um asteroide da cintura principal. Possui uma excentricidade de 0.05194970 e uma inclinação de 8.39989º.
Este asteroide foi descoberto no dia 22 de maio de 1998 por LINEAR em Socorro.